# 十文字良子
十文字 良子（じゅうもんじ よしこ、1912年7月30日 - 1987年5月27日）は、日本の教育者である。十文字学園理事長、金門製作所会長を歴任した。旧姓は堀切（ほりきり）。

## 人物・来歴
1912年（大正元年）7月30日、福島県に堀切善兵衛の長女「堀切良子」として生まれる。
東京に移り、九段精華高等女学校（1945年廃校）に入学、同学卒業後、金門製作所の前身・金門商会の創立者である十文字大元、十文字学園の前身・文華高等女学校の創立者である十文字こと夫妻の子息十文字俊夫と結婚する。
第二次世界大戦終結後の1951年（昭和26年）、財団法人十文字高等女学校を学校法人十文字学園（現行）に組織変更、同学園の理事に就任する。1953年（昭和28年）、金門製作所の会長に就任する。1955年（昭和30年）5月17日、十文字学園理事長・十文字ことが死去、跡を継いで理事長に就任する。1959年（昭和34年）、金門製作所会長を辞任した。
1983年（昭和58年）、勲三等瑞宝章を受章した。
1987年（昭和62年）5月27日、死去した。満74歳没。理事長には長男の十文字一夫が就任した（1987年-2024年）。

## 註
1. 1 2 3 4 5 6 7 8 9 10  十文字良子、『講談社 日本人名大辞典』、講談社、コトバンク、2009年12月24日閲覧。
2. 1 2 3  沿革、十文字学園女子大学、2009年12月24日閲覧。
3. ↑  https://gakuen.jumonji-u.ac.jp/news/4246/